# Aynard vára
Aynard vára – elpusztult középkori vár a mai Pest vármegye területén. Feltételezett helye a Budai-hegység egyik legnyugatibb nyúlványán, Tinnye községtől mintegy 2,5 kilométernyi távolságra, a viszonylag alacsony, de igen meredek lejtőkkel határolt Nyerges-hegyen volt, nem messze Piliscsaba, Tinnye és Perbál hármashatárától, közigazgatásilag perbáli területen.

## Története

### Az Aynard család
A 12. század végén az eredetileg valószínűleg Ainordi, később Sámboki vagy Zsámbéki nevet is használó család, amely III. Béla király francia származású felesége, Antiochiai Chatillon Anna kíséretével érkezett valamikor 1184 előtt – Kézai Simon szerint Champagne-ból, más bizonytalanabb adat szerint Provence-ból – magyar földre, királyi adományként kapta meg az akkor már virágzó, Pest vármegyei Zsámbék és Pilis vármegyei Perbál községeket. [A család egyik ősének, Smaragd (más néven Somrákos) ispánnak a neve már 1166-ból felbukkan egy-két okiratban.] Feltevések szerint e család egyik tagja, Miklós fia Aynárd épített várat a tatárjárást követően, a két településtől kissé távolabb, egy nehezen megközelíthető, 380 méteres magaslaton, bár az sem kizárható, hogy ugyanazon a helyen már korábban is állt valamiféle erősség. Jelenlegi ismereteink szerint a 13. században ez lehetett Pilis és Pest vármegyék egyetlen magánvára.

### A vár építése és korai periódusa
Építési idejét Radványi Béla az 1220 körüli időkre, de mindenképpen a tatárjárást megelőző időszakra becsüli, abból kiindulva, hogy a helyszínen kőépítménynek nincs nyoma, ezzel szemben a területen látható felszíni alakulatok inkább fa-föld szerkezetű sáncvárra utalnak. Vélekedése szerint továbbá a kis vár épségben túlélhette a tatárjárás időszakát is, mert 1242 után, IV. Béla király parancsára, a könnyen felégethető faszerkezetes várak helyett már csak kővárak épültek, tehát ha Aynard vára elpusztult volna a mongol invázióban, akkor a birtokosok minden bizonnyal kőből építették volna újjá. Radványi szerint az itt alkalmazott sáncépítési technikát az építtető, aki a Szentföldet is megjárta, ottani tapasztalatként hozta magával. A szerző nem siklik át afölött, hogy általános szakmai vélekedés szerint fa-föld szerkezetű sáncvárak a 11. századot követően már nem nagyon épültek a Kárpát-medencében, de úgy véli, hogy ez a vár a korábbi magyar földvárépítési technikák hegyi viszonyokra adaptált, sajátos módozatával épült, s ilyenformán unikum a hazai várak között.
Első okleveles említését egy 1274. május 17-én (más adat szerint április 29-én) keltezett okiratból ismerjük, amelyben az esztergomi káptalan tett jelentést IV. László király számára arról, hogy beiktatta újonnan szerzett piliscsabai birtokukba a nyulakszigeti apácákat. Az oklevél megemlít többek között egy „Cheu” (bizonyára Piliscsév) felől jövő utat, a Pilis erdőt, Kovácsi lakóit, „Tyne” falut és „Eynard” várát is. [A családot egyes források az Aynard és Eynard alakok mellett Tynardi néven is említik]

### A vár pusztulása
Az építmény azonban nem állhatott sokáig, úgy tűnik, hogy már a 14. században áldozatul esett a térségben zajló belháborúknak, s a birtokos család ezt követően úgy döntött, hogy máshol építi fel újabb rezidenciáját. Legalábbis 1401. március 9-én a budai káptalan – Zsigmond király meghagyásából kiadott – egyik oklevele már elhagyott, romos állapotú („deserta”) várként említi Aynard várát, melynek utolsó birtokosa eszerint a később elszegényedett Kicke-i Aynárd fia Miklós fia János volt. Ugyanakkor elképzelhető, hogy a vár akkor még állt, mert ugyanebből az esztendőből egy másik, áprilisban kelt okirat, amely három helyen is említi, nem emeli ki elpusztult mivoltát.
Radványi Béla konkrét feltételezéssel is él a vár pusztulásának feltételezett időpontjáról. Véleménye szerint a várat birtokló Aynard családtag hűtlenné vált Zsigmond királlyal szemben, ezért az uralkodó 1392 körül elvette és a távolabbi rokonsághoz tartozó, szerémségi birtokait egy váratlan török betörés miatt elvesztő Kükei Somrákosnak adományozta, ezt követően azonban a közeli Solymár területét birtokló [ott ebben az időben valószínűleg már saját várral is rendelkező], nagyhatalmú és a perbáli Aynardokkal szövetséges Lackfi István nádor 1396-97 körül elhatározta, hogy visszaveszi az erősséget a magtalan Somrákostól. Radványi szerint tehát ezekben a harcokban pusztulhatott el az Aynard-vár, 1396 őszén, Lackfi István katonái által.

### A várhely utóélete
1401-től fogva írott források nem tesznek említést az erősségről, melynek idővel a helye is feledésbe merült. Érdekes módon azonban a helynevet a környék népe megőrizte, a Nyerges-hegyet ugyanis a környező falvak lakói Ajnár-, Ajnát-, Zajnát-hegy és hasonló elnevezésekkel is illetik, egy közeli fennsík pedig a Hajnár nevet viseli.
A középkor után több mint fél évezreddel, a második világháború végén ismét stratégiai jelentőséget kapott a hegy, ugyanis a szovjet katonák innen, valamint a közeli, 383 méter magas Meszes-hegyről lőtték a budavári kitörés során nyugatra menekülni igyekvő magyar és német katonákat, akik közül sokan itt lelték halálukat.

## A vár kutatása és jelene

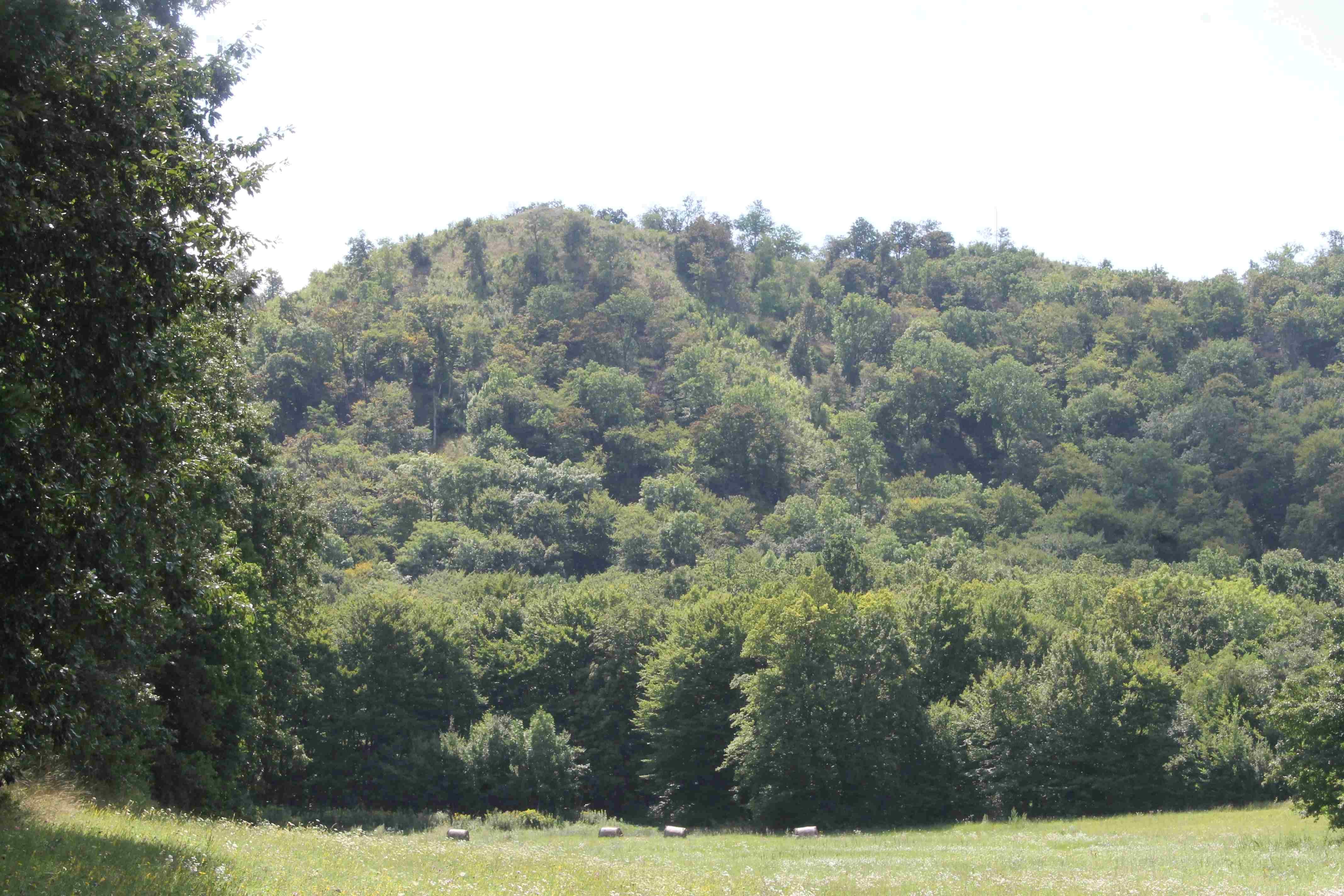
A hegy Piliscsaba felől nézve

A vár feltételezett helyén ma egy keskeny gerincű, nyereggel elválasztott két csúcsú hegyet találunk, melyhez nyugat felől egy valamivel alacsonyabb, lapos tetejű hegy is csatlakozik. A területen épületmaradványok nem láthatók a felszínen, de a hegycsúcsot körülvevő sánccszerű terepalakulatok utalnak arra, hogy egykor itt vár állhatott. Kiss Ákos az 1950-es években a 85 méter hosszú hegygerinc mindkét végén erődítésnyomokat figyelt meg, melyek jellegzetességei alapján úgy találta, hogy a vár leginkább a Nógrád vármegyei Szanda várával mutathatott hasonlóságot. Radványi Béla ugyanakkor inkább az úgyszintén a tatárjárás után [feltehetőleg 1250 táján, a visegrádival azonos időszakban] emelt, s már kőből épült, rövid életű [gyanúja szerint Csák Máté idején elpusztult] börzsönyi Bibevárral, más néven Pusztatorony várával rokonítja Aynard várát.
Kiss Ákos szerint köríves és szabálytalan patkó alakú árkok, valamint egy lakótorony és esetleg egy másik építmény egykori létezését valószínűsítő halom is megfigyelhető a hegytetőn. Megállapításai szerint az árokrendszer esetében biztosra vehető, hogy emberi kéz alkotta, ezzel szemben a halmok esetében felszíni vizsgálattal semmiféle olyan nyomot nem sikerült felfedeznie, ami mesterséges eredetet jelezne. A hegy lejtőjén korábban feketefenyves nőtt, amit valamikor a 2000-es évtizedben kivágtak, ami jót tett a helyszín kutathatóságának, mert ezáltal további sáncok és épületalapok váltak láthatóvá.

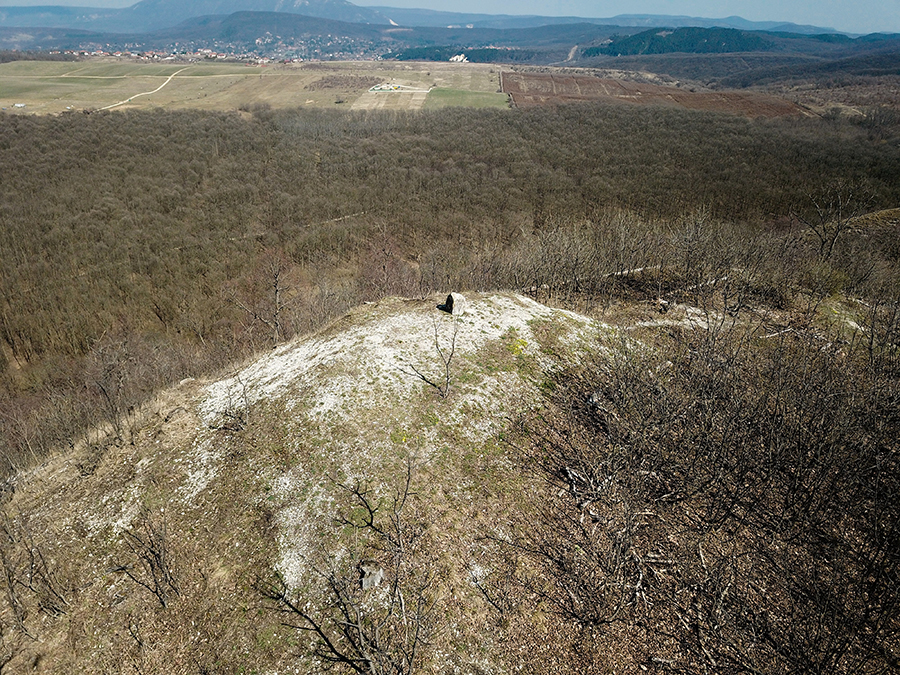
Légi felvétel a vár feltételezett helyéről

A kutatók véleménye azonban nem egyöntetű azzal kapcsolatban, hogy ezen a helyen valóban állt-e vár: Miklós Zsuzsanna például az 1980-ban folytatott próbaásatásai után arra a következtetésre jutott, hogy a próbaásatás eredménye negatív lett, mert a hegytetőn ásott három kutatóárokban csak a sziklás altalaj jelentkezett, néhány centiméter mélységben, régészeti leletek nem kerültek elő, ezek miatt pedig a felszínen látszó bemélyedéseket sem tartotta sáncárok maradványainak. Összességében azt feltételezte, hogy a vár készítését csak elkezdték, de nem fejezték be.
Az Aynard-vár helye északi, nyugati és déli irányból gyakorlatilag megközelíthetetlen, a szinte járhatatlanul meredek hegyoldal miatt, de kelet, illetve délkelet felől, a Nagykovácsit Perbállal összekötő (sárga jelzésű) turistaút irányából erős kaptatóval fel lehet jutni a hegyre. A Piliscsaba és Tinnye felől érkezők, jó kondíció és megfelelő túrázó felszerelés megléte esetén feljuthatnak északkelet felől, a hegytől északra fekvő nagyobb tisztáson álló vadetető építménytől is. A magaslat földrajzi adottságaiból adódóan páratlan körpanoráma nyújt kárpótlást az ide felkapaszkodóknak a fárasztó feljutásért – a hegyről tiszta időben akár az esztergomi bazilika is látható.